# 189848 Eivissa
189848 Eivissa este un asteroid din centura principală de asteroizi.

## Descriere
189848 Eivissa este un asteroid din centura principală de asteroizi. A fost descoperit pe 23 martie 2003 la Observatorio Astronómico de Mallorca din Costitx. Asteroidul prezintă o orbită caracterizată de o semiaxă mare de 2,63 ua, o excentricitate de 0,23 și o înclinație de 7,5° în raport cu ecliptica.